# Incydent Chesapeake
Incydent Chesapeake – zdarzenie podczas wojny secesyjnej w USA, które doprowadziło do naruszenia brytyjskiej neutralności w tym konflikcie.
7 grudnia 1863 grupa konfederatów opanowała należący do Unii statek handlowy Chesapeake, który odbywał regularne rejsy pomiędzy Nowym Jorkiem, a Portland. Konfedereaci wraz ze statkiem schronili się na brytyjskich wodach terytorialnych niedaleko wybrzeży Nowego Brunszwiku i Nowej Szkocji. Planowali sprzedać ładunek, a za uzyskane w ten sposób pieniądze uzbroić statek. Zanim do tego doszło, dwa statki z Północy zdołały pochwycić Chaspeake, jednak już na terytorialnych wodach brytyjskich. Jankesi zatrzymali także niewielki okręt Investigator należący do nowoszkockiego armatora, podejrzewając załogę o udział w incydencie. Obie strony amerykańskiego konfliktu naruszyły brytyjską neutralność. Incydent zakończył się bez poważniejszych konsekwencji, został jednak nagłośniony przez prasę i wywołał obawy, że Dominia Kanady Atlantyckiej mogą być wykorzystywane przez obie strony jako baza dla operacji wojennych. Obawa ta była jednym z przyczynków do Unii kolonii brytyjskich w Ameryce Północnej (zobacz Konfederacja Kanady).